# Marshfield Township (Missouri)
Marshfield Township est un township inactif, situé dans le comté de Webster, dans le Missouri, aux États-Unis.